# Distretto di Narman
Il distretto di Narman (in turco Narman ilçesi) è uno dei distretti della provincia di Erzurum, in Turchia.